# Governatore dell'Indiana

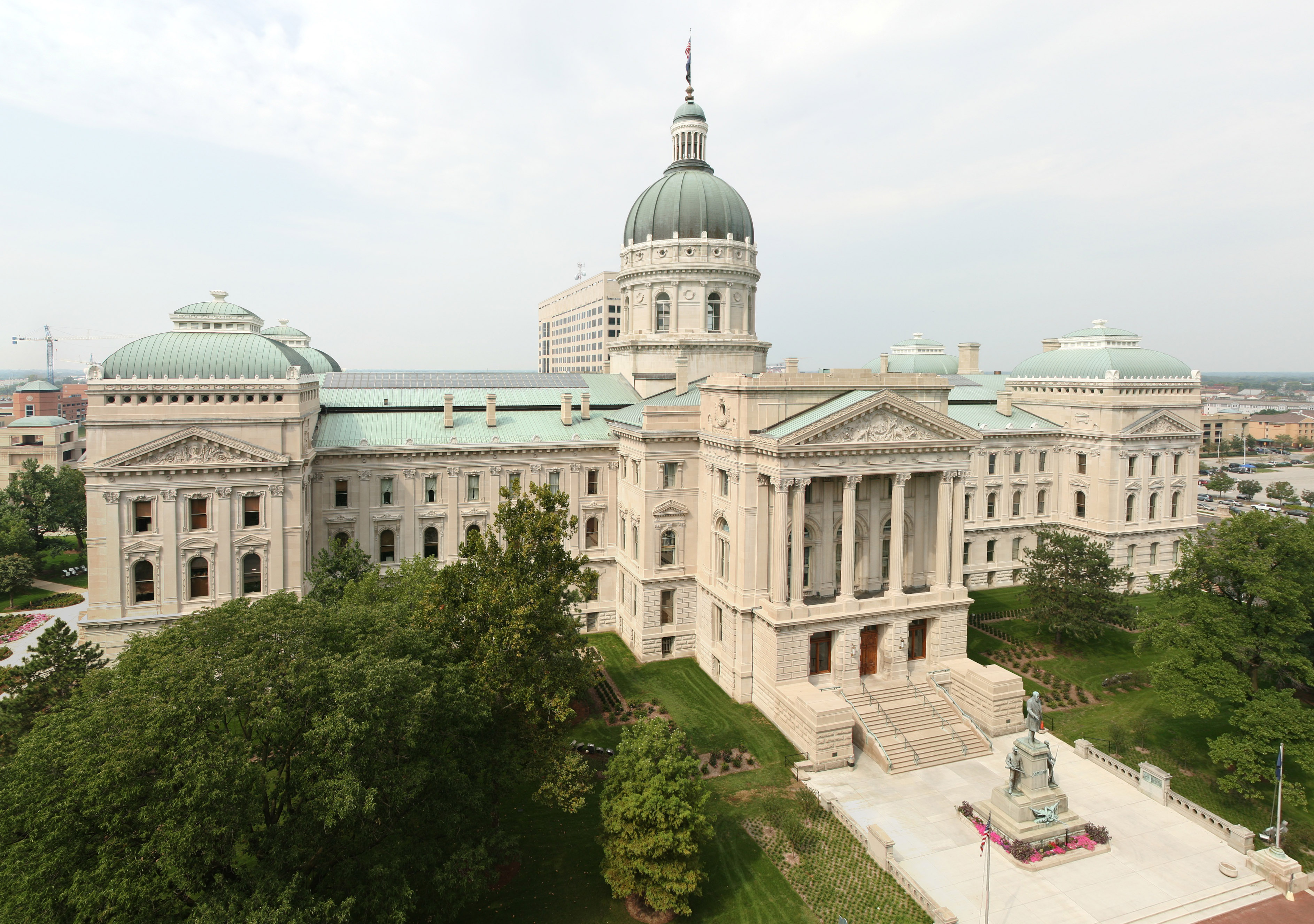
L'Indiana Statehouse a Indianapolis, l'edificio ospita l'ufficio del governatore

Il governatore dell'Indiana è il capo dell'esecutivo statale e delle forze armate dello Stato dell'Indiana. Tra i poteri del governatore, vi è quello di apporre il veto alle leggi prodotte dal parlamento statale e di graziare i detenuti dello Stato.
Il mandato del governatore dura quattro anni e non ci sono vincoli per la sua rielezione.
Per divenire governatore, bisogna aver compiuto 30 anni al momento dell'elezione, avere la cittadinanza statunitense e risiedere in Indiana da almeno 5 anni.
L'attuale governatore è il repubblicano Mike Braun.

## Governatori

### Governatori del Territorio dell'Indiana
Il Territorio dell'Indiana fu costituito il 4 luglio 1800, dopo la guerra d'indipendenza. Era organizzato inizialmente come Northwest Territory, e rappresentava tutti i territori statunitensi a nord e a ovest del fiume Ohio. Radunava quindi gli attuali stati dell'Indiana, dell'Illinois, del Wisconsin e parti del Michigan e del Minnesota.

Il 30 giugno 1805 fu costituito il Territorio del Michigan e il 1º marzo 1809 quello del Illinois, completando la formazione dell'attuale Indiana. Dal 1º ottobre 1804 al 4 luglio 1805, il Distretto della Louisiana era sotto la giurisdizione del Territorio dell'Indiana.
| # | Nome             | Nome                   | Inizio mandato   | Conclusione mandato | N° giorni in carica | Designato da  |
| - | ---------------- | ---------------------- | ---------------- | ------------------- | ------------------- | ------------- |
| 1 |                  | William Henry Harrison | 10 gennaio 1801  | 28 dicembre 1812    | 4612                | John Adams    |
| 1 | Thomas Jefferson | William Henry Harrison | 10 gennaio 1801  | 28 dicembre 1812    | 4612                |               |
| 1 | James Madison    | William Henry Harrison | 10 gennaio 1801  | 28 dicembre 1812    | 4612                |               |
| – |                  | John Gibson            | 28 dicembre 1812 | 3 marzo 1813        | 65                  | acting        |
| 2 |                  | Thomas Posey           | 3 marzo 1813     | 7 novembre 1816     | 1345                | James Madison |

### Governatori dello Stato dell'Indiana
L'Indiana è stato ammesso nell'Unione l'11 dicembre 1816. La Costituzione originale dell'Indiana del 1816 prevedeva dell'elezione di un governatore e un vicegovernatore ogni tre anni. La seconda e attuale Costituzione del 1851 allungato termini a quattro anni e imposto l'inizio del mandato del Governatore il secondo lunedì nel gennaio successivo all'elezione. Se la carica di governatore divenuta vacante, il vicegovernatore diventa governatore. Se la carica di vicegovernatore è vacante, il presidente pro tempore del Senato dello Stato dell'Indiana diventa governatore; questo è successo una volta, quando James B. Ray sostituì William Hendricks.
Partiti
  Democratico (21) 
  Democratico-Repubblicano (3) 
  Indipendente (1) 
  Repubblicano (22) 
  Whig (3) 
| #  | Nome              | Nome | Nome                  | Inizio mandato    | Fine mandato      | Partito                    | Vice governatore        |
| -- | ----------------- | ---- | --------------------- | ----------------- | ----------------- | -------------------------- | ----------------------- |
| 1  |                   |      | Jonathan Jennings     | 7 novembre 1816   | 12 settembre 1822 | Democratico - Repubblicano | Christopher Harrison    |
| 1  | Ratliff Boon      |      | Jonathan Jennings     | 7 novembre 1816   | 12 settembre 1822 | Democratico - Repubblicano |                         |
| 2  |                   |      | Ratliff Boon          | 12 settembre 1822 | 5 dicembre 1822   | Democratico - Repubblicano | assente                 |
| 3  |                   |      | William Hendricks     | 5 dicembre 1822   | 12 febbraio 1825  | Democratico - Repubblicano | Ratliff Boon            |
| 4  |                   |      | James B. Ray          | 12 febbraio 1825  | 7 dicembre 1831   | Indipendente               | John H. Thompson        |
| 4  | Milton Stapp      |      | James B. Ray          | 12 febbraio 1825  | 7 dicembre 1831   | Indipendente               |                         |
| 5  |                   |      | Noah Noble            | 7 dicembre 1831   | 6 dicembre 1837   | Whig                       | David Wallace           |
| 6  |                   |      | David Wallace         | 6 dicembre 1837   | 9 dicembre 1840   | Whig                       | David Hillis            |
| 7  |                   |      | Samuel Bigger         | 9 dicembre 1840   | 6 dicembre 1843   | Whig                       | Samuel Hall             |
| 8  |                   |      | James Whitcomb        | 6 dicembre 1843   | 26 dicembre 1848  | democratico                | Jesse D. Bright         |
| 8  | Paris C. Dunning  |      | James Whitcomb        | 6 dicembre 1843   | 26 dicembre 1848  | democratico                |                         |
| 9  |                   |      | Paris C. Dunning      | 26 dicembre 1848  | 5 dicembre 1849   | democratico                | vacante                 |
| 10 |                   |      | Joseph A. Wright      | 5 dicembre 1849   | 12 gennaio 1857   | democratico                | James H. Lane           |
| 10 | Ashbel P. Willard |      | Joseph A. Wright      | 5 dicembre 1849   | 12 gennaio 1857   | democratico                |                         |
| 11 |                   |      | Ashbel P. Willard     | 12 gennaio 1857   | 4 ottobre 1860    | democratico                | Abram A. Hammond        |
| 12 |                   |      | Abram A. Hammond      | 4 ottobre 1860    | 14 gennaio 1861   | democratico                | vacante                 |
| 13 |                   |      | Henry Smith Lane      | 14 gennaio 1861   | 16 gennaio 1861   | repubblicano               | Oliver P. Morton        |
| 14 |                   |      | Oliver P. Morton      | 16 gennaio 1861   | 23 gennaio 1867   | repubblicano               | Conrad Baker            |
| 15 |                   |      | Conrad Baker          | 23 gennaio 1867   | 13 gennaio 1873   | repubblicano               | Will Cumback            |
| 16 |                   |      | Thomas A. Hendricks   | 13 gennaio 1873   | 8 gennaio 1877    | democratico                | Leonidas Sexton         |
| 17 |                   |      | James D. Williams     | 8 gennaio 1877    | 20 novembre 1880  | democratico                | Isaac P. Gray           |
| 18 |                   |      | Isaac P. Gray         | 20 novembre 1880  | 10 gennaio 1881   | democratico                | assente                 |
| 19 |                   |      | Albert G. Porter      | 10 gennaio 1881   | 12 gennaio 1885   | repubblicano               | Thomas Hanna            |
| 20 |                   |      | Isaac P. Gray         | 12 gennaio 1885   | 14 gennaio 1889   | democratico                | Mahlon Dickerson Manson |
| 21 |                   |      | Alvin P. Hovey        | 14 gennaio 1889   | 23 novembre 1891  | repubblicano               | Ira Joy Chase           |
| 22 |                   |      | Ira J. Chase          | 23 novembre 1891  | 9 gennaio 1893    | repubblicano               | vacant                  |
| 23 |                   |      | Claude Matthews       | 9 gennaio 1893    | 11 gennaio 1897   | democratico                | Mortimer Nye            |
| 24 |                   |      | James A. Mount        | 11 gennaio 1897   | 14 gennaio 1901   | repubblicano               | William S. Haggard      |
| 25 |                   |      | Winfield T. Durbin    | 14 gennaio 1901   | 9 gennaio 1905    | repubblicano               | Newton W. Gilbert       |
| 26 |                   |      | J. Frank Hanly        | 9 gennaio 1905    | 11 gennaio 1909   | repubblicano               | Hugh Thomas Miller      |
| 27 |                   |      | Thomas R. Marshall    | 11 gennaio 1909   | 13 gennaio 1913   | democratico                | Frank J. Hall           |
| 28 |                   |      | Samuel M. Ralston     | 13 gennaio 1913   | 8 gennaio 1917    | democratico                | William P. O'Neill      |
| 29 |                   |      | James P. Goodrich     | 8 gennaio 1917    | 10 gennaio 1921   | repubblicano               | Edgar D. Bush           |
| 30 |                   |      | Warren T. McCray      | 10 gennaio 1921   | 30 aprile 1924    | repubblicano               | Emmett Forrest Branch   |
| 31 |                   |      | Emmett Forrest Branch | 30 aprile 1924    | 12 gennaio 1925   | repubblicano               | vacante                 |
| 32 |                   |      | Edward L. Jackson     | 12 gennaio 1925   | 14 gennaio 1929   | repubblicano               | F. Harold Van Orman     |
| 33 |                   |      | Harry G. Leslie       | 14 gennaio 1929   | 9 gennaio 1933    | repubblicano               | Edgar D. Bush           |
| 34 |                   |      | Paul V. McNutt        | 9 gennaio 1933    | 11 gennaio 1937   | democratico                | M. Clifford Townsend    |
| 35 |                   |      | M. Clifford Townsend  | 11 gennaio 1937   | 13 gennaio 1941   | democratico                | Henry F. Schricker      |
| 36 |                   |      | Henry F. Schricker    | 13 gennaio 1941   | 8 gennaio 1945    | democratico                | Charles M. Dawson       |
| 37 |                   |      | Ralph F. Gates        | 8 gennaio 1945    | 10 gennaio 1949   | repubblicano               | Richard T. James        |
| 38 |                   |      | Henry F. Schricker    | 10 gennaio 1949   | 12 gennaio 1953   | democratico                | John A. Watkins         |
| 38 | Rue J. Alexander  |      | Henry F. Schricker    | 10 gennaio 1949   | 12 gennaio 1953   | democratico                |                         |
| 39 |                   |      | George N. Craig       | 12 gennaio 1953   | 14 gennaio 1957   | repubblicano               | Harold W. Handley       |
| 40 |                   |      | Harold W. Handley     | 14 gennaio 1957   | 9 gennaio 1961    | repubblicano               | Crawford F. Parker      |
| 41 |                   |      | Matthew E. Welsh      | 9 gennaio 1961    | 11 gennaio 1965   | democratico                | Richard O. Ristine      |
| 42 |                   |      | Roger D. Branigin     | 11 gennaio 1965   | 13 gennaio 1969   | democratico                | Robert L. Rock          |
| 43 |                   |      | Edgar Whitcomb        | 13 gennaio 1969   | 8 gennaio 1973    | repubblicano               | Richard E. Folz         |
| 44 |                   |      | Otis R. Bowen         | 8 gennaio 1973    | 12 gennaio 1981   | repubblicano               | Robert D. Orr           |
| 45 |                   |      | Robert D. Orr         | 12 gennaio 1981   | 9 gennaio 1989    | repubblicano               | John Mutz               |
| 46 |                   |      | Evan Bayh             | 9 gennaio 1989    | 13 gennaio 1997   | democratico                | Frank O'Bannon          |
| 47 |                   |      | Frank O'Bannon        | 13 gennaio 1997   | 13 settembre 2003 | democratico                | Joe Kernan              |
| 48 |                   |      | Joe Kernan            | 13 settembre 2003 | 10 gennaio 2005   | democratico                | Kathy Davis             |
| 49 |                   |      | Mitch Daniels         | 10 gennaio 2005   | 14 gennaio 2013   | repubblicano               | Becky Skillman          |
| 50 |                   |      | Mike Pence            | 14 gennaio 2013   | 9 gennaio 2017    | repubblicano               | Sue Ellspermann         |
| 50 | Eric Holcomb      |      | Mike Pence            | 14 gennaio 2013   | 9 gennaio 2017    | repubblicano               |                         |
| 51 |                   |      | Eric Holcomb          | 9 gennaio 2017    | 13 gennaio 2025   | repubblicano               | Suzanne Crouch          |
| 52 |                   |      | Mike Braun            | 13 gennaio 2025   | in carica         | repubblicano               | Micah Beckwith          |